# Storia dell'omosessualità in Francia
La storia dell'omosessualità in Francia risalirebbe all'epoca della preistoria. È un fatto oggetto di controversia se il manufatto del periodo Magdaleniano (circa 13.000 a.C.) a forma di L del tipo chiamato "bastone/mazza del comando" e rinvenuto nel sito Gorge d'Enfer fosse un dildo riferibile al simbolismo fallico destinato ad essere utilizzato da due donne.
Vi sono anche raffigurazioni grafiche del Paleolitico situate a La Marche di cui si discute se possano ritrarre relazioni omosessuali come il rapporto di sesso anale tra due uomini; altre ritraggono due donne con le gambe intrecciate nella posizione conosciuta come "la forbice" (di circa 27.000 anni fa). Sarebbero questi i primi segni della presenza dell'omosessualità nel territorio che è oggi la Francia.

## Antichità

### I Celti
Con l'arrivo degli antichi greci in quella che è attualmente la Francia iniziò un'opera di contaminazione con i popoli dei Celti, le cui notizie vengono trasmesse principalmente dalla penna del geografo e storico Posidonio, che scrisse nella prima metà del I secolo a.C. Posidonio si trovò a viaggiare molto lungo le terre del Mar Mediterraneo, visitando anche le polis greche dell'epoca coloniale come Masalia (l'odierna Marsiglia) fondata dai Focesi. Masalia aveva tra i suoi vicini del sud della Gallia alcune popolazioni celtiche e Posidonio può essere considerato un testimone accurato di quell'epoca.
La sua descrizione dell'erotismo diffuso presente tra gli uomini celtici non è stata conservata nella sua forma originale; viene tuttavia inclusa nelle compilazioni di Diodoro Siculo, così come nell'opera retorica dello scrittore egizio dell'epoca della dinastia tolemaica Ateneo di Naucrati (circa 190 d.C.) e risalente con molta probabilità a Posidonio. Nella metà del I secolo d.C. Diodoro dice quanto segue riguardo alla vita sessuale dei Celti della Gallia:
 Anche se posseggono molte belle donne, non si occupano molto di loro... Gli uomini sono molto più appassionati nei confronti di persone del loro proprio sesso; si accovacciano sopra le pelli e si divertono com l'amante in tutti i modi. La cosa più straordinaria è che non provano alcun pudore o dignità. Si offrono ad altri uomini senza il minimo scrupolo. Inoltre, questo comportamento non è considerato vergognoso o disprezzato, al contrario, se uno di loro respinge chi si è offerto, quest'ultimo si offende.
Diodoro riferisce riguardo ai Celti come questi avevano, nella loro comprensione della sessualità tra uomini, deviato dalla "norma" romana e greca: tali informazioni implicano che, contrariamente a quanto accadeva per l'omosessualità nell'Antica Roma e nell'istituzione della pederastia greca, loro consideravano trascurabile il fatto che gli uomini liberi potessero assumere un ruolo passivo nell'atto sessuale. I Celti sembra accettassero il fatto senza problemi, il che implica che la società dei guerrieri celti accettava le relazioni omosessuali tra uomini adulti liberi.
Forse Diodoro ha introdotto il tema della "sessualità sfrenata" dei Celti nelle loro relazioni omoerotiche per sottolineare il loro presunto carattere selvaggio rispetto ai Greci civilizzati e quindi distinguere dai costumi greco-romani da un lato e il mondo dei barbari Celti dall'altro. La relazione di Diodoro viene confermata alla fine del II secolo da Ateneo, il quale afferma che gli uomini celti, anche se tra la sua gente vi sono molte belle donne, preferiscono per i loro giochi erotici i giovani ed è comune vederli dormire tra di loro. Inoltre, aggiunge, essi avevano anche adottato l'usanza dei Greci.
Soprattutto il supposto costume dei celti di accettare il comportamento sessuale passivo negli uomini e nei giovani guerrieri è confermato dal geografo greco Strabone, che lo relaziona con la famosa aggressività celtica.

### I Greci
Secondo le cronache di Tucidide i greci di Focea intrapresero la fondazione dell'impresa commerciale o emporion di Masalia (Μασσαλία) verso il 600 a.C., anche se le circostanze e la data esatta della fondazione della colonia rimangono imprecise. Il successivo sviluppo della città, che raggiunse un numero significativo di abitanti e la categoria di città-stato, fece sì che il porto divenne presto uno dei punti di riferimento principali nell'Europa occidentale greca.
La forma più socialmente accettabile di omosessualità nella civiltà greca era la pederastia, che consisteva nella relazione d'amore tra un adulto libero e spesso di alta classe, l'erastès, con un adolescente tra i 12 e i 17 anni (o talvolta leggermente superiore), l'eromenos. La relazione serviva come iniziazione alla vita adulta per l'eromenos, mentre l'erastés era responsabile dell'educazione del giovane che doveva trasformarlo in un buon cittadino; la relazione di solito si concludeva con la comparsa della prima peluria di barba nell'eromenos, cosa per cui cessava immediatamente di essere attraente per l'erastés.
Ci sono state alcune eccezioni, è stato questo il caso dei philoboupais, dove gli eromenos hanno continuato a mantenere l'interesse degli erastés. L'eromenos, dopo essere diventato un adulto, era destinato a diventare erastés a sua volta. Questa forma di affettività non ha in alcun modo impedito agli uomini di avere moglie e figli, o avere rapporti con le etere, ma l'amore romantico così come viene inteso oggi era riservato ai rapporti tra gli uomini.
L'atteggiamento nei confronti della sessualità nell'antica Grecia era definito da tre punti fondamentali: la distinzione primaria era quella tra attivo (poion) e passivo (paschon) (non tra omosessuale ed eterosessuale); gli atteggiamenti risultavano modificati in base alla classe sociale di appartenenza; infine gli unici che avevano il diritto di seguire il proprio piacere sessuale al di fuori del matrimonio erano i maschi.
Nel loro complesso le donne e i bambini venivano considerati come esseri inferiori, mentre gli uomini effeminati venivano trattati con disprezzo e derisione, come testimoniano le commedie di Aristofane. Ci sono assai poche informazioni sull'atteggiamento tenuto nei confronti del lesbismo, ma grazie alle notizie esistenti sulla vita di Saffo si ritiene che possa essere esistita un'istituzione simile a quella della pederastia anche per le femmine.

### I Romani
Riguardo alla sessualità nell'antica Roma era più importante lo status della persona che il sesso dell'amante. Così gli uomini potevano liberamente penetrare giovani schiavi, eunuchi, prostituti allo stesso modo delle loro mogli, concubine, schiave o prostitute. Tuttavia nessun cittadino dalla reputazione specchiata avrebbe mai potuto avere rapporti sessuali con un altro cittadino né tantomeno si sarebbe mai lasciato penetrare da un altro uomo, senza alcuna distinzione di età o status.
La distinzione era stretta tra le attività omosessuali attive (in cui a volte poteva dormire con le donne e a volte con gli uomini) e la passività o mollezza che era vista come servile ed effeminata. Questa morale è stata utilizzata per esempio contro Giulio Cesare, il cui presunto e stretto rapporto con il re di Bitinia Nicomede IV era sulla bocca di tutti a Roma.
Anche il lesbismo era conosciuto, sia nella sua forma saffica (vale a dire tra donne femminili che condividevano sporadicamente il sesso con ragazze adolescenti) sia nel tribadismo (in cui donne di aspetto virile compivano attività maschili, tra cui i combattimenti, la caccia e il rapporto con le donne).

### L'arrivo del cristianesimo
La morale romana era cambiata a partire dal IV secolo, per cui Ammiano Marcellino critica aspramente i costumi sessuali dei Taifali, una tribù barbara che risiedeva tea i Carpazi e il Mar Nero, che praticava la pederastia di stile greco. Nel 342 gli imperatori Costantino II e Costanzo II introdussero una legge che doveva punire l'omosessualità passiva, possibilmente con la castrazione; questa è stata poi ampliata nel 390 da Teodosio I facendo punire con la morte sul rogo tutti gli omosessuali passivi che lavoravano nei bordelli. Nel 438 la stessa legislazione è stata estesa a tutti gli omosessuali passivi e nel 533 Giustiniano fece punire qualsiasi atto omosessuale con la castrazione mentre la legge sulla pena di morte è stata rafforzata ulteriormente nel 559.
Vi sono state principalmente tre ragioni a causa i questo cambiamento di atteggiamento. Procopio di Cesarea, storico di corte di Giustiniano, considerò che tali leggi avessero dei motivi politici, in quanto permisero all'imperatore di eliminare i propri nemici acquisendo in tal modo le loro proprietà, mentre non trovarono molta efficacia nell'eliminare l'omosessualità tra la gente comune.
La seconda ragione ha forse la maggior parte del peso, sarebbe cioè stata la diffusione capillare del cristianesimo nella società romana, la quale prese ad assumere il paradigma cristiano che voleva la sessualità servire esclusivamente per la riproduzione. Colin Spencer, nel suo libro Homosexuality. A history avanza la possibilità che un certo senso di auto-protezione della società romana si sia attivato dopo aver subito l'esplosione di una qualche epidemia (come la peste per esempio) e ciò abbia aumentato la pressione riproduttiva sugli individui. Questo fenomeno potrebbe essersi combinato con l'estensione dello stoicismo nell'impero romano.
Fino al 313 ci fu una dottrina comune all'interno del cristianesimo nei riguardi dell'omosessualità, ma in precedenza lo stesso Paolo di Tarso aveva già fortemente criticato l'omosessualità per il suo esser innaturale:
 E allo stesso modo anche gli uomini, lasciando il rapporto naturale con la donna, sono accesi di passione gli uni con gli altri, commettendo cose nefande tra loro e ricevendo in se stessi la ricompensa del loro errore. (Lettera ai Romani I
A poco a poco i padri della Chiesa sono venuti a creare un corpus letterario in cui l'omosessualità e il sesso in generale veniva nella maniera più assoluta condannato, combattendo una pratica comune nella società del tempo inclusa la Chiesa primitiva. Inoltre l'omosessualità è stata identificata con l'eresia molto presto, non soltanto a causa delle abitudini pagane, ma anche perché gli stessi ruituali di alcune sette dello gnosticismo o del manicheismo comprendevano (secondo Sant'Agostino d'Ippona pratiche rituali omosessuali.

## Medioevo
Nel corso del VI secolo l'amicizia romantica nel regno dei Merovingi si diffuse e divenne abituale tra gli intellettuali dedicare poesie erotiche agli amici, ad imitazione di Orazio, Catullo e Ovidio. Così il vescovo di Poitiers Venanzio Fortunato, al centro di una rete di amici colti che invitava a convitti e festini, mantenne una corrispondenza col vescovo di Parigi Ragnemond (il suo "Rucco"), oltre che al cancelliere Faramondo o col vescovo di Colonia (Germania) Carentius (che chiamò "carus" e "dulcis"). Questo processo di è intensificato durante la rinascita carolingia, di modo che anche l'imperatore Carlo Magno venne coinvolto coinvolto in tale rete amicale sotto lo pseudonimo di "David".
La letteratura di stampo omoerotico continua durante e sotto la protezione dei re anglo-normanni nel XII secolo, specialmente con il circolo del Loira centrato su Marbodo di Rennes, sul suo discepolo l'abate Baudri de Bourgueil, sul vescovo di Dol-de-Bretagne e su Ildeberto di Lavardin, poeta-vescovo di Le Mans: essi svilupparono testi dedicati a discepoli e confidenti, con una certa misoginia. Altri nomi che possono essere aggiunti sono Anselmo d'Aosta, le cui opere sono state ampiamente imitate in versione omoerotica dallo "Pseudo Anselmo" durante tutta l'età medioevale, ed il monaco Aelredo di Rievaulx, entrambi inglesi ma a stretto contatto con i poeti anglo-normanni sull'altro lato del canale de La Manica.
I re franchi non introdussero leggi specifiche contro la sodomia, ma applicarono il diritto romano anche se non in forma consistente. La prima legge che punisce la sodomia con la pena di morte viene emanata nel 1212 a Parigi e nel 1214 a Rouen.
Il sud della Francia continuò ad essere sottoposto durante il Medioevo al diritto romano, tuttavia a nord di Lione vennero introdotte molte leggi consuetudinarie, la più importante delle quali è la compilazione giuridica conosciuta come Établissements de Saint Louis e compilata nel 1272 circa.
Secondo l'Etablissements: Se qualcuno è sospettato di sodomia il giudice deve fermarlo ed inviarlo al vescovo competente e, se la colpa risultasse dimostrata, essere bruciato sul rogo, mentre tutti i suoi averi andranno al barone terriero. I giudici francesi hanno discusso per secoli se la sodomia (bougrerie) si riferisce precisamente alla sodomia o al peccato dei Catari, come sembra essere corretto, anche se il significato di "sodomita" per bougre è un anacronismo.
La compilazione de Li livres de jostice et de plet (1260) è meno ambigua e condanna i sodomiti esplicitamente: Chi è risultato colpevole di sodomia perderà i suoi testicoli; e se lo fa una seconda volta perderà il suo membro; e se lo fa per una terza volta allora sarà bruciato sul rogo. La Coutumes di Beauvais, una raccolta di diritto consuetudinario di Beauvais (1238) combina invece la sodomia con l'eresia, il rende la confusione comprensibile nell'interpretazione de l'Etablissements: Art. 833. Una persona che si allontana dalla fede per incredulità, di modo che non ritorna predyo alle vie della verità o che commette sodomia dovrebbe essere bruciata sul rogo e rinunciare a tutti i suoi averi nel modo descritto.
Tutte queste compilazioni di diritto consuetudinario sono state riportate anche nelle Somme rural, ou le Grand général Coustumier di Jean Bouteiller di Tournai e rimasero in uso fino alla fine dei casi avvenuti nel XVII secolo. L'applicazione di queste leggi a Laon sono conosciute fin dal 1317, a Dorche in Savoia (regione storica) del 1344 e a Reims dal 1372.
Fino a poco tempo fa si credeva che il lesbismo fosse stato ignorato dalle leggi civili medievali; studi moderni tendono invece a smentire il fatto, anche se un maggior numero di ricerche sono ancora necessarie. La prima legge civile che condannava il lesbismo è stato il codice di Orléans, il succitato Li Livres de jostice et de Plet.
Nel corso del IX secolo, ai tempi della seconda fioritura carolingia dell'amicizia romantica "Benedictus Levita", uno pseudonimo, creò un falso capitolare carolingio che si concludeva formando la parte detta dei Decretales pseudoisidorianas, una delle più importante fonti di diritto canonico medievale. Il diacono Benedictus fece ampliare le leggi promulgate ai suoi tempi da Giustiniano in quanto raccomandava la tortura e pene più severe, includendovi anche la perdita dei beni.
All'inizio del XIII secolo il diritto si diresse verso l'omofobia esplicita, con i teologi della Scuola di Chartres come i primi rappresentanti di questa ondata antisodomitica. Tra gli altri particolarmente bellicoso era Alano di Lilla nel suo libro De planctu Naturae in cui la sodomia appare come innaturale in quanto si oppone alla dualità della natura vicaria Dei ("rappresentante di Dio").
Altri rappresentanti di questa nuova corrente teologica erano Guglielmo d'Alvernia (vescovo) a Parigi e teologi universitari quali Paolo d'Ungheria, William Perrault, Tommaso d'Aquino e Alberto Magno. Questi teologi sono quelli che hanno fatto della sodomia il peggiore dei peccati, più grave anche dell'incesto, perché si trova in contrasto con l'ordine naturale voluto da Dio rappresentato dalla volontà riproduttiva. In questo senso il termine sodomia viene ad includere tutte le forme di sessualità non riproduttiva: masturbazione, zoofilia, sesso orale (concubitus indebitus) e sesso anale (vitium sodomiticum).
La persecuzione non si verificava contro un'identità omosessuale, bensì si volgeva verso quegli atti che si opponevano a Dio e all'ordine naturale da Lui creato nel mondo, ma possiamo dire che fino all'80% dei casi ad essere giudicato era il rapporto sessuale tra uomini.
Questa nuova teologia coincide con la persecuzione dei Catari i quali spesso sono stati accusati di sodomia ed eresia, confondendone entrambi i concetti. Ma il primo uso concreto di questa nuova teologia antisodomitica si è verificata con la distruzione dei cavalieri Templari voluta dal re Filippo IV di Francia. Non vi è alcuna prova sul fatto che l'omosessualità costituisse una parte normale dei riti dell'ordine templare, anche se il re non trascurò nessun mezzo per far ottenere delle confessioni; ma in questo contesto è interessante notare come il rifiuto della sodomia e del suo rapporto con il peccato e il diavolo si erano già in parte stabiliti nei primi anni del XIV secolo e che il re di Francia poteva utilizzarlo per distruggere uno dei più potenti ordini cavallereschi della cristianità.
Allo stesso tempo Filippo IV iniziò un procedimento legale contro il defunto papa Bonifacio VIII, in gran parte accusandolo di sodomia; il processo fu trasferito alla corte di papa Clemente V per evitare la condanna del suo predecessore. Entrambi i casi illustrano come l'accusa di sodomia era diventato uno strumento politico efficace: Filippo IV avrebbe potuto appropriarsi dell'enorme ricchezza dei Templari e contemporaneamente far cessare le proteste papali. Durante l'Alto Medioevo la persecuzione dei sodomiti si diffuse, senza fermarsi davanti ad alcuno status sociale, di potere o ricchezza, come avevano imparato molto a malincuore anche i re e i papi.

## Inizio dell'età moderna
Durante il Rinascimento l'atteggiamento di fronte all'omosessualità andava dall'amore platonico tra uomini alle opere d'arte che celebravano la bellezza del corpo maschile, tutto ciò assieme alla persecuzione, alla tortura, all'umiliazione pubblica e all'esecuzione dei sodomiti, a volte anche nella stessa città. In generale si può notare come nei paesi europei le forme di tortura e la sua diversificazione dei sistemi è aumentata esponenzialmente dal XIV secolo fino all'età moderna.
Si è discusso molto sull'omosessualità di Enrico III di Francia e successivamente anche re di Polonia e dei suoi mignon, un gruppo di giovani consiglieri che lo informavano su tutti i tipi di notizie e voci che giravano nella corte. La maggior parte degli storici moderni ritengono che le accuse sono per lo più infondate, basate in gran parte sui gusti raffinati del re istruito dalla madre Caterina de' Medici come un principe del rinascimento italiano, in una società brutalizzata dalle guerre di religione in Europa.
Una forma d propaganda di guerra attuata dai nobili radicali cattolici, ma anche dai protestanti che videro diminuire il loro potere, fu quella di accusare il re anche di tirannia, agnosticismo, ateismo, stregoneria e tradimento, oltre che di mostruoso comportamento animalesco e dell'uccisione di bambini. La rappresentazione della figura di Enrico III è paradigmaticamente rimasta come quella di un sovrano effeminato e malvagio, anche se è molto probabile che non sia mai stato infedele alla moglie Luisa di Lorena-Vaudémont.
In Francia sono conosciute abbastanza bene i metodi persecutori del tribunale dell'Inquisizione delle città di Montaillou e di Pamiers; altre grandi città come Avignone e Parigi sono state anch'esse studiate dettagliatamente. V'è inoltre una buona fonte statistica nel parlamento parigino, che ha servito da corte d'appello per i due terzi della Francia settentrionale. I registri mostrano che tra il 1565 e il 1640 sono state eseguite 176 condanne per sodomia, tra cui 77 conclusesi con la pena di morte (si suppone che una dozzina di questi casi concernessero la zoofilia, reato incluso nella sodomia). Estrapolando, Crompton stima in circa 150 il numero di uomini e donne giustiziati per sodomia nei secoli XVI e XVII. Durante il XVII secolo la maggior parte dei casi vennero avviati dai genitori che si lamentano che qualcuno aveva abusato dei loro figli.
Ci sono anche alcuni casi documentati di persecuzione delle lesbiche. Alcuni di questi casi noti avvennero nel 1533 a Bordeaux; nel primo due donne vennero assolte; nel secondo una donna di Fontaines si travestì da uomo con lo scopo di sposare un'altra donna e fu condannata alla morte sul rogo nel 1535 per "perversione nell'aver falsificato la carica di marito". Un altro caso trasmesso all'attenzione del pubblico da Montaigne nel 1580 descrive una piccola comunità rurale lesbo presente a Chaumont (Grand Est) in cui sette o otto ragazze decisero di vivere la propria vita come fossero degli uomini; una di loro si sposò a Montier-en-Der con un'altra donna e visse felicemente per quattro o cinque mesi prima di essere riconosciuta da qualcuno di Chaumont: condannata per l'utilizzo di strumenti illegali per il sesso, la colpevole preferì ritornare alla sua vita di donna piuttosto di subire il supplizio del patibolo.

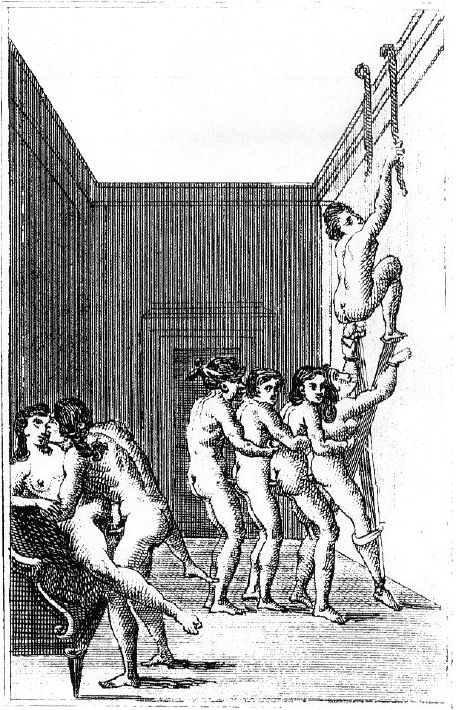
Illustrazione tratta da La nuova Justine ovvero le sciagure della virtù, 1797, del marchese de Sade.

## Dall'Illuminismo al 1900
Prima della rivoluzione francese i tribunali ecclesiastici consideravano l'omosessualità come un reato da punire severamente: ancora nel 1750 due uomini, Jean Diot e Bruno Lenoir, furono colti in flagrante in rapporti omosessuali in pubblico e pertanto accusati di sodomia e condannati al rogo.
La sodomia era una pratica molto diffusa presso l'alta nobiltà francese, basti pensare solo al Marchese de Sade, il padre intellettuale del sadomasochismo, che si dava a rapporti omosessuali con il servo Latour. Nel 1777 i due furono giustiziati in effigie a Marsiglia per il reato il sodomia.
Nel corso della rivoluzione furono aboliti tutti i tribunali ecclesiastici attraverso il Codice penale francese del 1791, tanto che i delitti considerati "immaginari" (senza vittima) come l'omosessualità e la stregoneria vennero depenalizzati; tale situazione è rimasta anche nel Codice penale francese del 1810 fatto introdurre dall'imperatore Napoleone Bonaparte, non includendovi le pratiche omosessuali compiute tra adulti consenzienti svoltesi in privato, ma prendendo in considerazione soltanto quei comportamenti che avrebbero potuto danneggiare una terza parte.
Questo stesso punto di vista è stato poi imitato anche nei codici penali di molti altri paesi caduti sotto l'influenza francese. Tuttavia l'omosessualità era ancora considerata immorale da gran parte della società e gli omosessuali hanno continuato ad essere oggetto di vessazioni da parte delle leggi riguardanti l'ordine pubblico e la moralità.
Paul Verlaine e Arthur Rimbaud, incontratisi a Parigi, erano uniti da una relazione romantica. Il loro amore portò Verlaine ad abbandonare la moglie e a spostarsi in tutta Europa. A Bruxelles si giunse inevitabilmente al drammatico epilogo, quello dei colpi di pistola che Verlaine sparò contro l'amante, ferendolo e segnando così la fine della loro tormentata relazione. A Rimbaud non rimase allora che tornare nelle natie Ardenne; qui, lontano dall'amante condannato a due anni di reclusione a Mons, Rimbaud concluse la sua opera più importante intitolata Una stagione all'inferno.

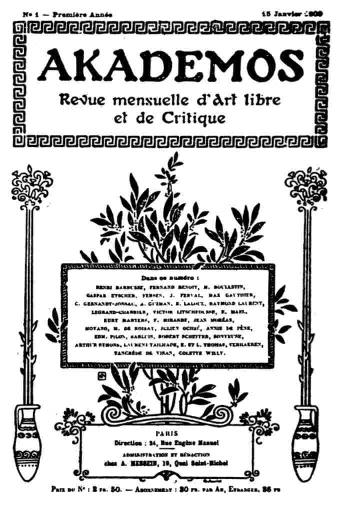
Copertina della rivista Akademos, curata dal barone Jacques d'Adelswärd-Fersen.

## XX secolo
A fine Ottocento Parigi era una città estremamente gay-friendly (al pari di Berlino) e la sottocultura gay della città si inizia a diffondere negli anni venti del XX secolo. Nella città c'erano almeno tre rinominati luoghi di incontro per omosessuali: Montmartre, Pigalle e Montparnasse.
Il critico letterario Dominique Fernandez afferma che prima della Grande Guerra furono pubblicati non meno di una cinquantina di romanzi a tema, mentre Monique Nemer stima che tra il 1880 e il 1930 hanno visto la luce circa 250 opere letterarie consacrate all'omosessualità (a cui sarebbero da aggiungere circa 150 opere di saggistica). Lo stesso Fernandez riconosce che si tratta di opere di valore estremamente diseguale.; alcuni scrittori si dedicano con assiduità a quello che sta diventando un sottogenere letterario alla moda.
I rappresentanti più importanti di questo movimento omofilo degli anni venti furono André Gide e Marcel Proust. Gide, nella sua opera Corydon (saggio), tentò una coraggiosa apologia dell'omosessualità, definendola qualcosa di eccezionale e paragonandola all'amore greco.
Nell'opera Alla ricerca del tempo perduto Proust rappresenta vari personaggi omosessuali, in particolare nella sezione Sodoma e Gomorra:
Non c'erano anormali quando l'omosessualità era la norma..»

### Anni quaranta e cinquanta
Durante l'occupazione tedesca a seguito della campagna di Francia nel corso della seconda guerra mondiale gli omosessuali sono stati perseguitati dai nazisti e fatti internare nei campi di concentramento, con la piena collaborazione del governo di Vichy che redasse apposite "liste rosa".
Terminata la guerra l'omosessualità divenne di nuovo un argomento proibita e, secondo la testimonianza lasciataci da un prigioniero col triangolo rosa, Pierre Seel, si dovette tornare al silenzio; la sua famiglia lo rifiutò e nella sua città vide come venivano aggredite le persone omosessuali che lasciavano che fosse visibile la loro condizione sessuale. Nel 1948 il riconoscimento dell'omosessualità e dei diritti civili sono esclusi così come qualsiasi sorta di indennizzo e riparazione di guerra alle vittime del nazismo.
Gli anni cinquanta vedono la nascita del primo movimento omofilo francese, Arcadie, che è anche il nome della rivista su cui venivano pubblicate tutte le notizie riguardanti il mondo omosessuale; la parola utilizzata dal fondatore del movimento, André Baudry, era quella di Dignità. Uno degli intellettuali e scrittori più attivo nel movimento fu Jean Cocteau, che da giovane era entrato in contatto con i pionieri dell'omofilia in Francia, Marcel Proust e Andre Gide.

### Anni settanta e ottanta
Gli anni settanta sono gli anni dell'emancipazione LGBT e della nascita del Front Homosexuel d'Action Révolutionnaire (FHAR).
Nel 1981 il ministro della giustizia Robert Badinter fa un importante discorso per la storia LGBT prendendo le parti degli omosessuali e denuncia il clima di intolleranza (società) e omofobia presente all'interno della società, facendo riferimento anche alla medicalizzazione e penalizzazione dell'omosessualità:

### Anni novanta
Nel 1996 il filosofo storico Didier Eribon (specialista di Michel Foucault) redige un manifesto per il riconoscimento delle coppie omosessuali firmato, fra gli altri dai celebri intellettuali Pierre Bourdieu, Jacques Derrida e Pierre Vidal-Naquet. Nel 1999 la Francia approva la legge n. 944/1999 con la quale istituisce le PACS (Pacte civil de solidarietè). La socialista Catherine Tasca, che presenta il progetto all'Assemblea Nazionale nel 1998, si esprime così in riferimento alla legge sulle unioni civili:

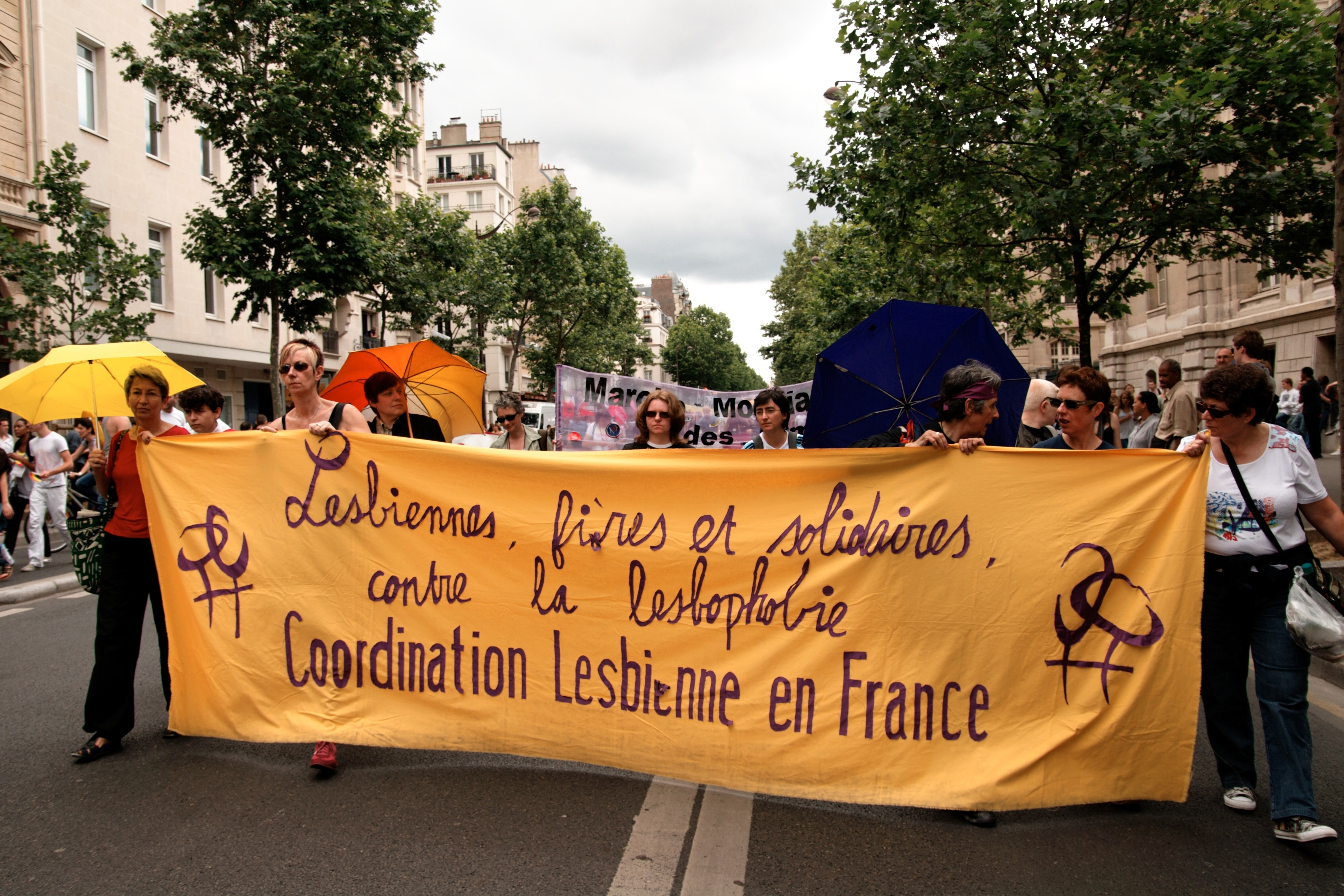
Corteo di lesbiche al Gay pride di Parigi del 2008.

## Riepilogo cronologico

### Prima del 1600
- 10.000 anni a.C.: Verso la fine del periodo Paleolitico l'umanità ha cominciato a costruire manufatti che suggeriscono un apprezzamento dell'erotismo omosessuale. Alcuni esempi come i graffiti possono essere ammirati in grotte e edifici, mentre statue rifacentesi al simbolismo fallico e anche un doppio dildo scolpito (trovato nella gola d'Enfer) sono intesi come prova dell'esistenza della reciproca masturbazione femminile[1].
- 1100: il vescovo Ivo di Chartres cerca di convincere il papa Urbano II sui rischi che comporta l'omosessualità. Ivo accusò Rodolfo, arcivescovo di Tours, di aver convinto il re di Francia a nominare un certo Giovanni come vescovo d'Orléans. Giovanni era ben noto per essere l'amante di Rodolfo e aveva rapporti con il re stesso, un fatto di cui il sovrano si vantava apertamente. Papa Urbano tuttavia non ha ritenuto questo fatto sufficiente e decisivo. Giovanni governò come vescovo per più di quarant'anni, mentre Rodolfo ha continuato ad essere ben conosciuto e rispettato[54].
- 1260: Nel regno francese ai sodomiti per la prima volta venivano tagliati i testicoli, la seconda perdevano il proprio membro, mentre la terza venivano messi a morte sul rogo. Le donne catturate mentre compivano atti omosessuali potevano essere mutilate e subire l'esecuzione capitale.
- 1283: Il Coutumes de Beauvaisis decretava che i sodomiti condannati dovevano essere bruciati e le loro proprietà poste sotto sequestro.

### 1600-1800
- 1791: il paese, entrato nella rivoluzione francese, assieme ad Andorra, adotta un nuovo codice penale in cui non viene più criminalizzata la sodomia[55]. La Francia diventa così il primo paese dell'Europa occidentale a depenalizzare gli atti omosessuali compiuti tra adulti consenzienti[56].

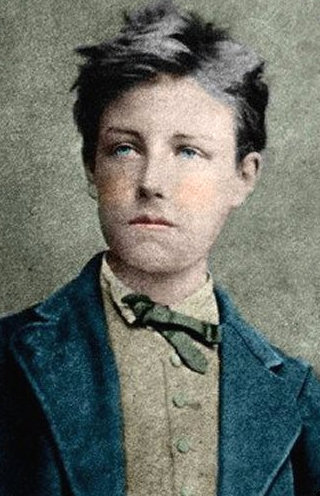
Ritratto di Arthur Rimbaud.

### XIX secolo
- 1832: viene introdotta un'età del consenso fissata a 11 anni per entrambi i sessi.
- 1863: l'età del consenso viene elevata a 13 anni.

### XX secolo
- 1942: il governo di Vichy introduce una legge discriminante nel suo codice penale (l'articolo 334, spostato all'articolo 331 il 8 febbraio 1945 da parte del Governo provvisorio della Repubblica francese[57]) in cui aumenta l'età del consenso a 21 anni per le relazioni omosessuali e a 15 per quelle eterosessuali.
- 1954: il club Arcadie è il primo gruppo omosessuale organizzato presente in Francia, formato da André Baudry.
- 1960: L'Articolo 330, comma 2, una clausola che ha raddoppiato la pena per gli atti osceni e per l'attività omosessuale, viene inserito nel codice penale.

### 1960-1990
- 1971: il primo tentativo di formare un corteo gay ha luogo durante la tradizionale parata di Calendimaggio, nonostante le obiezioni della Confederazione generale del lavoro la quale descrisse l'organizzazione come una "tradizione estranea alla classe operaia". Lo stesso anno, il Front homosexuel d'action révolutionnaire (FHAR) a orientamento di sinistra viene organizzato, con l'avvio di una serie di manifestazioni presso varie istituzioni, al fine di richiamare l'attenzione sulla difficile situazione legale degli omosessuali nella società francese e combattere l'eterosessismo.
- 1974: dopo essergli stato negato l'accesso al Museo delle Belle Arti (il loro luogo tradizionale d'incontro), il FHAR gradualmente cessa di esistere. I fuoriusciti si affiliarono ad un certo numero di gruppi noti come il Groupe de libération Homosexuelle, che ha organizzato proiezioni di film e pubblicazioni su riviste.
- 1979: le Euro-Mediterranean Summer Universities for Homosexuals sono fondate, portando alla costituzione nello stesso anno del CUARH.
- 1981: il CUARH organizza la più grande manifestazione per la riforma sull'età del consenso a Parigi, con una conseguente promessa da parte del presidente François Mitterrand a farlo l'anno successivo.
- 1982: la Francia equalizza l'età del consenso; il CUARH conduce il primo gay pride nella storia francese a Parigi.
- 1985: la Francia vieta la discriminazione basata sullo stile di vita (Mœurs) nel mondo del lavoro e dei servizi.

### 1990-1999
- 1998: André Labarrère diventa il primo membro del Parlamento ad aver fatto coming out come gay.
- 1999: il Pacte civil de solidarité legalizza una prima forma di convivenza; il comitato organizzatore per il Gay Pride di Parigi è sciolto a causa delle elevate quantità di debito accumulato ed è sostituito con l'Inter-LGBT.

### XXI secolo
- 2011: la legge per legalizzare il matrimonio omosessuale in Francia è sconfitta per colpa della maggioranza conservatrice (Unione per un Movimento Popolare, UMP) dell'Assemblea nazionale.
- 2013: dopo una lunga serie di proteste da parte di gruppi contro il matrimonio anti-gay, la legge è votata dall'Assemblea Nazionale e dal Senato, che attualmente ha una maggioranza socialista (François Hollande). La legge è stata approvata 331 a 225 nell'Assemblea nazionale e 171 a 165 al Senato. Il presidente Francois Hollande ha promulgato il disegno di legge, che è stato ufficialmente pubblicato il 18 maggio del 2013.

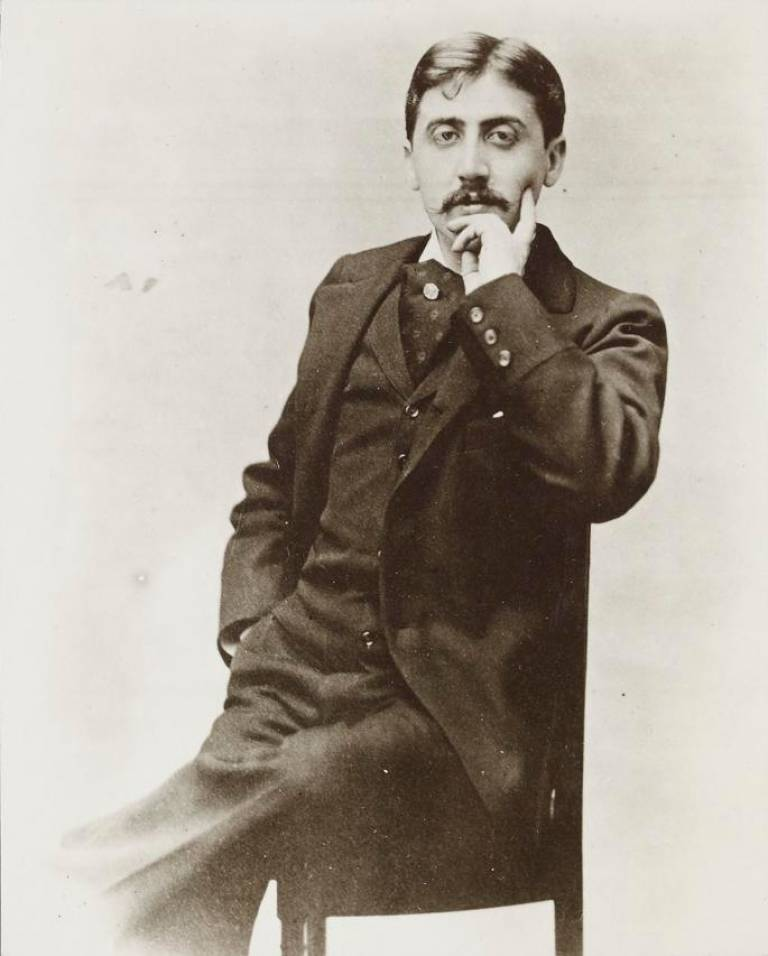
Foto di Marcel Proust verso il 1895, di Otto Wegener.